# Le Plus Grand Français
Le Plus Grand Français (em português: Os Maiores Franceses) é um programa de televisão francês do gênero jornalístico exibido pelo Senado da França lançado em 2005. O programa é baseado no programa britânico 100 Greatest Britons da emissora BBC que também colabora na produção do programa.

## Escolhidos
| Colocação | Pessoa                 | Pessoa              | Notado(a) como | Nominação defendida por    | Ref.  |
| --------- | ---------------------- | ------------------- | --- | -------------------------- | ----- |
| 1         | Charles de Gaulle !    | Charles De Gaulle   | General e presidente. Líder do movimento de resistência francesa durante a Segunda Guerra Mundial. Presidente da França de 1944 até 1946 e de 1958 até 1969. Admirado por dar à França pós-guerra prestígio internacional e independência em sua política estrangeira. | Maurice Druon, historiador | [ 2 ] |
| 2         | Louis Pasteur !        | Louis Pasteur       | Químico. Descobriu a vacinação, fermentação microbiana e pasteurização. Desenvolveu vacinas contra raiva e antraz. |                            | [ 2 ] |
| 3         | Abbé Pierre !          | Abbé Pierre         | Padre, membro do movimento de resistência durante a Segunda Guerra Mundial. Fundador do Movimento Emaús, que ajuda pobres e sem-tetos. |                            | [ 2 ] |
| 4         | Marie Curie !          | Marie Curie         | Física e química. Co-descobridora da radioatividade, rádio e polônio. Primeira mulher a ganhar o Prêmio Nobel de Física (1903) e o Prêmio Nobel de Química (1911) e a única pessoa a ter ganho ambos. |                            | [ 2 ] |
| 5         | Ficheiro:Coluche 1.jpg | Coluche             | Comediante, ator e ativista humanitário. Fundador dos Restaurants du Coeur, um movimento de caridade não-governamental que distribui comida para os necessitados e ajuda pessoas a acharem moradia. |                            | [ 2 ] |
| 6         | Victor Hugo !          | Victor Hugo         | Novelista, poeta e dramaturgo. Autor de obras aclamadas internacionalmente, como O Corcunda de Notre-Dame e Os Miseráveis. Também promoveu a favor da liberdade de expressão e contra a pena de morte e injustiças sociais. | Max Gallo, novelista.      | [ 2 ] |
| 7         | Bourvil !              | Bourvil             | Comediante, ator e cantor. Seus filmes e músicas continuam sendo clássicos franceses, aclamados também em outros países. |                            | [ 2 ] |
| 8         | Molière !              | Molière             | Dramaturgo. Criador de comédias renomadas internacionalmente, como Tartufo, L'avare e O Misantropo. Aclamado por seus temas satíricos, críticas sociais e personagens vívidos. Considerado o autor mais importante e influente da língua francesa de todos os tempos. |                            | [ 2 ] |
| 9         | Jacques Cousteau !     | Jacques Cousteau    | Explorador, inventor, documentarista e oceanógrafo. Co-inventor do Aqualung, que introduziu o mergulho moderno. Explorou os oceanos e fez numerosos documentários sobre eles. Premiado pela conservação marítima. |                            | [ 2 ] |
| 10        | Edith Piaf !           | Edith Piaf          | Cantora. Internacionalmente famosa e aclamada por canções trágicas e apaixonadas, como La Vie en Rose e Non, je ne regrette rien, que foram regravadas por muitos artistas desde então. |                            | [ 2 ] |
| 11        | Marcel Pagnol !        | Marcel Pagnol       | Dramaturgo e cineasta. Apesar de não ser tão reconhecido como antigamente, continua aclamado como um dos maiores escritores franceses do século XX. Ganhou o César Honorário e entrou para a Academia Francesa de Letras. |                            | [ 2 ] |
| 12        | Georges Brassens !     | Georges Brassens    | Músico, letrista e poeta. Conhecido por ter sido simpatizante e entusiasta do anarquismo. |                            | [ 2 ] |
| 13        | Fernandel !            | Fernandel           | Ator e cantor. Astro da comédia que, inicialmente, adquiriu fama nas operetas, no vaudeville e no music hall. |                            | [ 2 ] |
| 14        | Jean de la Fontaine !  | Jean de La Fontaine | Fabulista, escritor e poeta. Um dos franceses do século XVII mais lidos até hoje. Conhecido por suas fábulas, que serviram de inspiração a diversos autores. |                            | [ 2 ] |
| 15        | Jules Verne !          | Júlio Verne         | Escritor, poeta, novelista e dramaturgo. Conhecido pela criação da série de livros 'viagens extraordinárias', em colaboração com Pierre-Jules Hetzel, que envolve novelas como Vinte Mil Léguas Submarinas (1870), A Volta ao Mundo em 80 Dias (1872) e Viagem ao Centro da Terra (1864). |                            | [ 2 ] |
| 16        | Napoleão Bonaparte !   | Napoleão Bonaparte  | Estadista e líder militar. Conhecido pela dominação de diversos territórios europeus enquanto era imperador (Napoleão I). Liderou a França durante as Guerras Napoleônicas e no fim da Revolução Francesa. Construiu o Primeiro Império Francês, um dos maiores de toda a história, onde liderou por cerca de uma década (1804-1814), até sua derrota em 1815. Contudo, durante o evento que ficou conhecido como o Governo dos Cem Dias, Napoleão voltou ao poder através de um golpe de estado, sendo definitivamente derrotado na Batalha de Waterloo. O legado de Napoleão como político é imenso, e sua imagem continua sendo extremamente influente e controversa, simultaneamente. |                            | [ 2 ] |
| 17        | Louis de Funès !       | Louis de Funès      | Ator e comediante. Seu estilo de atuação continua marcante pela alta energização e vasto acervo de expressões faciais. De Funès atuou em cerca de 150 personagens, com uma parte considerável de suas obras famosas tendo sido dirigidas por Jean Girault. |                            | [ 2 ] |
| 18        | Jean Gabin !           | Jean Gabin          | Ator. Considerado como uma das principais figuras no cinema francês, estrelou filmes como Pépé le Moko (1937), A Grande Ilusão (1937), A Besta Humana (1938) e O Prazer (1952). |                            | [ 2 ] |
| 19        | Daniel Balavoine !     | Daniel Balavoine    | Cantor e letrista. Extremamente popular nos países francófonos, inspirou muitos cantores na década de 1980, tais quais seu melhor amigo Michel Berger, Jean-Jacques Goldman e o grupo japonês Crystal King. Foi parte da ópera rock Starmania. Também teve uma atuação política, conhecido por um debate televisivo em 1980 com François Mitterrand, candidato a presidente em 1981. |                            | [ 2 ] |
| 20        | Serge Gainsbourg !     | Serge Gainsbourg    | Músico, ator, poeta e cineasta. Um dos mais icônicos e famosos personagens da música popular francesa, conhecido por suas obras polêmicas e expansão em diversos gêneros musicais, como rock and roll, funk, pop, new wave, jazz, disco, reggae, yé-yé e mambo. Seu talento era único e seu estilo era exclusivo e indescritível. |                            | [ 2 ] |

1. Charles de Gaulle, presidente da república
2. Louis Pasteur, médico e químico
3. Abbé Pierre, sacerdote
4. Marie Skłodowska Curie, física e química
5. Coluche, ator e comediante
6. Victor Hugo, escritor, poeta e político
7. Bourvil
8. Molière, dramaturgo e ator
9. Jacques-Yves Cousteau, militar, oceanográfo e documentarista
10. Édith Piaf, cantora
11. Marcel Pagnol, dramaturgo e cineasta
12. Georges Brassens, músico
13. Fernandel, ator e cantor
14. Jean de La Fontaine, escritor e poeta
15. Jules Verne, escritor
16. Napoléon Bonaparte (Imperador Napoleão I da França), político e militar
17. Louis de Funès, ator
18. Jean Gabin, ator
19. Daniel Balavoine
20. Serge Gainsbourg, músico, ator, pintor, poeta, cineasta
21. Zinedine Zidane, futebolista
22. Charlemagne (Imperador Carlos Magno), monarca
23. Lino Ventura, ator
24. François Mitterrand, presidente da república
25. Gustave Eiffel, engenheiro
26. Émile Zola, escritor
27. Emmanuelle Cinquin,
28. Jean Moulin, servidor civil, herói de guerra
29. Charles Aznavour
30. Yves Montand, ator e cantor,
31. Jeanne d’Arc, heroína
32. Philippe Leclerc de Hauteclocque, militar
33. Voltaire, escritor e filósofo
34. Johnny Hallyday, cantor e ator
35. Antoine de Saint Exupéry, conde de Saint-Exupéry, escritor, ilustrador e piloto
36. Claude François, ator
37. Christian Cabrol
38. Jean-Paul Belmondo, ator
39. Jules Ferry, jornalista, diplomata e político
40. Louis Lumière, inventores
41. Michel Platini, futebolista
42. Jacques Chirac, presidente da república
43. Charles Trenet, cantor
44. Georges Pompidou, presidente da república
45. Michel Sardou, músico
46. Simone Signoret, atriz
47. Haroun Tazieff, géologo
48. Jacques Prévert, poeta e roteirista
49. Éric Tabarly, velejador/navegador
50. Louis-Dieudonné de Bourbon (Rei Luís XIV da França), monarca
51. David Douillet
52. Henri Salvador, músico
53. Jean-Jacques Goldman
54. Jean Jaurès, político
55. Jean Marais, ator e cineasta
56. Yannick Noah, tenista
57. Albert Camus, escritor, jornalista e filósofo
58. Dalida, cantora e atriz
59. Léon Zitrone
60. Nicolas Hulot
61. Simone Veil, política
62. Alain Delon, ator e empresário
63. Patrick Poivre d'Arvor, jornalista e escritor
64. Aimé Jacquet, futebolista e treinador de futebol
65. Francis Cabrel, cantor e compositor
66. Brigitte Bardot, atriz e ativista
67. Guy de Maupassant, escritor e poeta
68. Alexandre Dumas, pai, escritor
69. Honoré de Balzac, escritor
70. Paul Verlaine, poeta
71. Jean-Jacques Rousseau, filósofo
72. Maximilien de Robespierre, advogado e político
73. Renaud, cantor
74. Bernard Kouchner, médico e político
75. Claude Monet, pintor
76. Michel Serrault, ator,
77. Pierre-Auguste Renoir, pintor
78. Michel Drucker
79. Raimu
80. Vercingetórix, chefe tribal gaulês
81. Raymond Poulidor, ciclista
82. Charles Baudelaire, poeta
83. Pierre Corneille, dramaturgo
84. Arthur Rimbaud, poeta
85. Georges Clemenceau, político, jornalista e médico
86. Gilbert Bécaud, compositor e ator
87. José Bové, sindicalista
88. Jean Ferrat, cantor e compositor
89. Lionel Jospin, político
90. Jean Cocteau, poeta, escritor, cineasta, designer, ator
91. Luc Besson, cineasta
92. Tino Rossi, cantor e ator
93. Pierre de Frédy, Barão de Coubertin, pedagogo e historiador
94. Jean Renoir, cineasta, escritor e ator
95. Gérard Philipe, ator
96. Jean-Paul Sartre, filósofo e escritor
97. Catherine Deneuve, atriz
98. Serge Reggiani,  ator e cantor
99. Gérard Depardieu, ator e cineasta
100. Françoise Dolto, pediatra e psicanalista